# Donald Gibb
Donald Richard Gibb (New York, 1954. augusztus 4.–) amerikai színész.
Leginkább olyan filmekből ismert, mint A suttyók visszavágnak filmsorozat vagy a Véres játék (1988) című harcművészeti film, melyben Jean-Claude Van Damme oldalán Ray Jackson kumiteharcost formálta meg. Az HBO 1st & Ten című szituációs komédiájában Leslie "Dr. Halál" Krunchnert formálta meg.

## Élete és pályafutása
Kaliforniában nevelkedett és a Notre Dame High Schoolba járt a kaliforniai Sherman Oaksban. Érettségi után az Új-Mexikói Egyetemre ment kosárlabda-ösztöndíjjal, ahol csatlakozott a Phi Delta Theta testvériséghez. Ezután a San Diego-i Egyetemre iratkozott át futballozni. Don Gibb ösztöndíjasként kosárlabdázott a San Diegó-i Egyetem csapatában. Rövid ideig a Los Angeles Chargers csapatában játszott, mielőtt egy autóbalesetben sérülést szenvedett, ami miatt a színészet felé fordult. 
Kezdetben kisebb, stáblistán nem feltüntetett szerepeket kapott olyan filmekben, mint a Bombázók a seregnek és a Conan, a barbár. Szakmai elismerést szerzett az Elveszve Amerikában című filmben játszott kis szerepéért, amelyben egy volt elítéltet alakított, aki felveszi a stoppos főszereplőt. Egy kritika szerint az ő szerepe volt az egyik a filmben, amely azt mutatta, hogy Albert Brooks rendezőnek „ritka érzéke van ahhoz, hogy a mellékszerepeket pontosan a megfelelő emberrel töltse be, bármilyen valószínűtlennek is tűnik az adott személy az adott szerepre”.

## Filmográfia

### Film
| Év   | Magyar cím                                  | Eredeti cím                                | Szerep                              | Magyar hang    |
| ---- | ------------------------------------------- | ------------------------------------------ | ----------------------------------- | -------------- |
| 1980 |                                             | Any Which Way You Can                      | Csatlós                             |                |
| 1981 | Bombázók a seregnek                         | Stripes                                    | Kidobó                              |                |
| 1982 | Conan, a barbár                             | Conan the Barbarian                        | Osric őre                           |                |
| 1984 | A suttyók visszavágnak                      | Revenge of the Nerds                       | Frederick Aloysius "Ogre" Palowaski | Bácskai János  |
| 1984 | Dilibogyók 2.                               | Meatballs Part II                          | őrült kutya                         |                |
| 1985 | Elveszve Amerikában                         | Lost in America                            | Volt elítélt                        |                |
| 1985 | Transylvania 6-5000                         | Transylvania 6-5000                        | Larry, a farkas                     | Hankó Attila   |
| 1986 |                                             | Jocks                                      | Hasfelmetsző                        |                |
| 1987 | Furfangos kung-fu mester                    | They Still Call Me Bruce                   | Hóhér                               |                |
| 1987 | A suttyók visszavágnak 2.: Gyagyás nyaralás | Revenge of the Nerds II: Nerds in Paradise | Fred "Ogre" Palowaski               |                |
| 1987 | Amazonok a Holdon                           | Amazon Women on the Moon                   | Graceless Pirate                    |                |
| 1988 | Véres játék                                 | Bloodsport                                 | Ray Jackson                         | Gáti Oszkár    |
| 1988 | Véres játék                                 | Bloodsport                                 | Ray Jackson                         | Hankó Attila   |
| 1992 | Mindenki fogja a magáét!                    | Missing Pieces                             | Hurrudnik                           |                |
| 1993 | Földöntúlit reggelire                       | Breakfast of Aliens                        | Darrell                             | Barbinek Péter |
| 1994 | A nindzsakölyök visszavág                   | Magic Kid 2                                | Luther                              | Kránitz Lajos  |
| 1994 | A nindzsakölyök visszavág                   | Magic Kid 2                                | Luther                              | Vass Gábor     |
| 1995 | Fegyenc                                     | Broken Bars                                | Jake                                | Hankó Attila   |
| 1995 | Savate – Vadnyugati pankrátorok             | Savate                                     | Cody Johnson                        | Ujlaki Dénes   |
| 1996 | Véres játék 2.                              | Bloodsport II: The Next Kumite             | Ray 'Tiny' Jackson                  | Harmath Imre   |
| 1996 |                                             | American Tigers                            | Dan Storm                           |                |
| 1997 | Feszültségben                               | High Voltage                               | Csapos                              |                |
| 1998 | A szökevény 2.: Életre-halálra              | U.S. Marshals                              | Michael Conroy                      |                |
| 1999 | Vásott kölykök nagy kalandja                | Durango Kids                               | Morris, hegyi ember                 |                |
| 2002 |                                             | The Biggest Fan                            | Zenekari menedzser                  |                |
| 2003 | Deszkások                                   | Grind                                      | Scabby, a biztonsági őr             |                |
| 2004 |                                             | Lightning Bug                              | Marvin nagybácsi                    |                |
| 2005 | Agglegény a pácban                          | Window Theory                              | Judson                              |                |
| 2006 | Gyémántok ereje                             | 8 of Diamonds                              | Nagy Mike                           | Papp János     |
| 2008 | Hancock                                     | Hancock                                    | Elítélt                             |                |

### Videójátékok
| Év   | Cím                    | Szinkronszerep | Megjegyzés     |
| ---- | ---------------------- | -------------- | -------------- |
| 1995 | What's My Story        | óriás          | Don Gibb néven |
| 1997 | Zork: Grand Inquisitor | Floyd a kidobó | Don Gibb néven |
| 2003 | Alter Echo             | Gherran        | Don Gibb néven |
| 2010 | Mafia II               | dühös rab      |                |
| 2011 | Rage                   |                |                |

## Fordítás
- Ez a szócikk részben vagy egészben  a   Donald Gibb című angol Wikipédia-szócikk fordításán alapul.  Az eredeti cikk szerkesztőit annak laptörténete sorolja fel. Ez a jelzés csupán a megfogalmazás eredetét és a szerzői jogokat jelzi, nem szolgál a cikkben szereplő információk forrásmegjelöléseként.